# Julian Cybulski

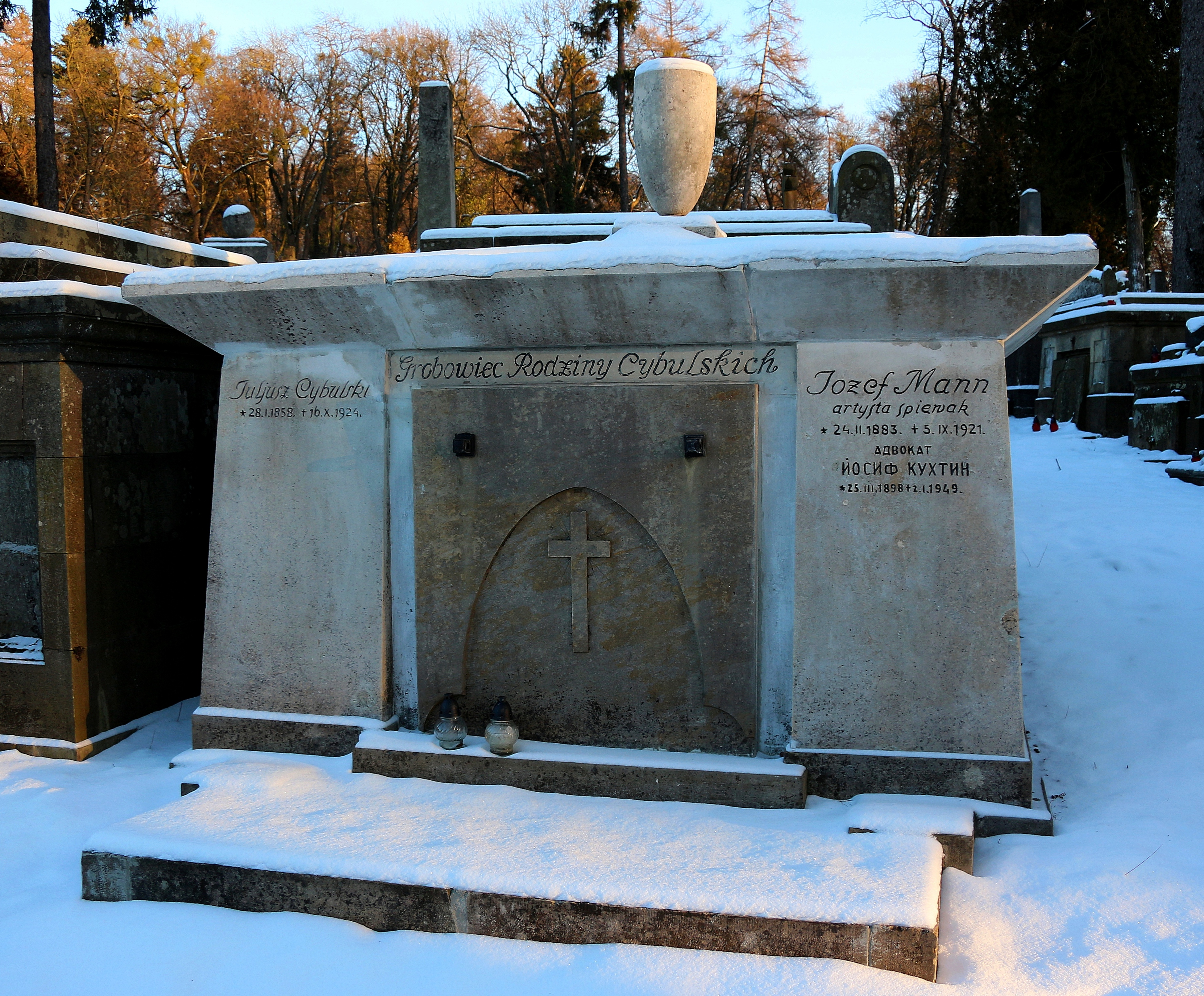

Julian Karol Cybulski (ur. 28 stycznia 1859 w Łańcucie, zm. 25 listopada 1924 we Lwowie) – polski architekt tworzący we Lwowie.

## Życiorys
Studiował na Politechnice Lwowskiej, po ukończeniu nauki w 1882 rozpoczął praktykę w biurze projektowym Wincentego Rawskiego (młodszego), równocześnie był asystentem prof. Gustawa Bisanza. Po otrzymaniu uprawnień architekta w 1885 założył spółkę budowlaną z Ludwikiem Baldwinem-Ramułtem. Prowadzone przez nich przedsiębiorstwo nadzorowało realizację budynku poczty głównej, zaprojektowanego przez Sylwestra Hawryszkewycza seminarium greckokatolickiego, zmodyfikowało stworzony przez Louisa Dauvergne projekt Pałacu Potockich, a następnie nadzorowało jego budowę. W 1892 zasiadał w komisji nadzorującej przygotowania do wystawy budowlanej, która odbywała się we Lwowie. W kadencji 1893–1895 zasiadał w radzie miasta, w tym samym czasie pełnił funkcję skarbnika w Stowarzyszeniu Inżynierów, w kadencji 1894–1895 był wiceprezesem tej organizacji. Od 1900 projektował stosując dekoracje zgodnie ze stylem modnej wówczas secesji. W 1907 wzniósł na własne potrzeby dom przy ulicy Andrzeja Potockiego 38 (obecnie Generała Czuprynki), gdzie mieściła się również jego pracownia i biuro. Rok później wstąpił do Towarzystwa Politechnicznego, w 1910 został wybrany na przewodniczącego komisji architektonicznej opiniującej projekt lwowskiego kasyna oraz nadzorował realizację lwowskich projektów na wystawie polskich architektów we Lwowie.

## Dorobek architektoniczny
- kościół św. Katarzyny w Milczycach (1886–1887), współautor Ludwik Baldwin-Ramułt – obecnie cerkiew św. Dymitra;
- własna willa przy ulicy Alberta Chmielowskiego 15 (obecnie Łeonida Hlibowa) (1890);
- dom zarządu dóbr hrabiego Romana Potockiego przy ulicy Kalczej 7 (Wasyla Stefanyka) (ok. 1890);
- neogotycki pawilon łańcuckich fabryk likierów i tkanin hr. Romana Potockiego na Wystawie Krajowej (1894);
- willa przy ulicy Alberta Chmielowskiego 9 (obecnie Łeonida Hlibowa) (1896–1898);
- domy Nachmana Grunsberga przy ulicy Alberta Chmielowskiego 3 i 5 (obecnie Łeonida Hlibowa);
- kamienica przy Wałach Hetmańskich 26 (obecnie Prospekt Szewczenki) (1898);
- neorenesansowy budynek Banku Krajowego u zbiegu ulicy Tadeusza Kościuszki i placu Franciszka Smolki (obecnie pl. Petra Hrychorenki). Na elewacji rzeźby dłuta Antoniego Popiela (projekt 1895, realizacja zakończona w 1903);
- secesyjne dekoracje wnętrz Hotelu George (1901), współautor Jan Lewiński;
- willa O. Wicksella przy ulicy Klementyny Tańskiej 1 (obecnie Stepana Rudańskiego);
- kamienice przy ulicy Andrzeja Potockiego 26, 28, 30 (Generała Czuprynki), elewacja projektu Bronisława Sołtysa (1904–1905);
- kamienica przy ulicy Andrzeja Potockiego 38 (Generała Czuprynki) u zbiegu z ulicą Kijowską, elewacje projektu Bronisława Sołtysa (1907);
- domy przy ulicy Adama Asnyka 10 i 15 (obecnie Ołeksandra Bohomolca) (1907);
- przebudowa domu przy ulicy Jagiellońska 3 (obecnie Wołodymyra Hnatiuka) (1914–1915), autorem wcześniejszej realizacji był Feliks Księżarski;
- gmach francuskiej kompanii naftowej „Premier” przy ulicy Stefana Batorego 26 (obecnie kniazia Romana), /projekt 1914, realizacja ukończona w 1924/, projekt został zmodyfikowany przez Ferdynanda Kasslera. Budynek wyróżnia się elewacją najwyższych kondygnacji i dekoracją rzeźbiarską nieznanego autorstwa.